# Arsan Pengbanrai
Arsan Pengbanrai (thailändisch อาสาฬห์ เพ็งบ้านไร่, * 31. Juli 1985) ist ein thailändischer Fußballspieler.

## Karriere
Arsan Pengbanrai erlernte das Fußballspielen in der Schulmannschaft der Nakhonsawan Sport School sowie in Jugendmannschaft des Phitsanulok FC. Hier unterschrieb er 2008 auch seinen ersten Vertrag. Der Verein aus Phitsanulok, einer Stadt in der Provinz Phitsanulok, spielte in der zweithöchsten Liga des Landes, der Thai Premier League Division 1. Ende 2008 stieg der Verein in die dritte Liga ab. In der Regional League Division 2 spielte er noch zwei Jahre mit dem Klub. 2011 wechselte er zum ebenfalls in der dritten Liga spielenden Uttaradit FC nach Uttaradit. Der Ligakonkurrent Lampang FC aus Lampang nahm ihn 2013 unter Vertrag. Mit dem Verein wurde er in der Northern Region Meister und stieg in die zweite Liga auf. Nach dem Aufstieg verließ er den Verein und schloss sich Army United an. Der Verein aus der thailändischen Hauptstadt Bangkok spielte in der ersten Liga, der Thai Premier League. Für die Army absolvierte er vier Erstligaspiele. Nach einer Saison wechselte er Anfang 2017 wieder zu seinem ehemaligen Verein Lampang FC. 2019 wurde er vom Drittligisten Phrae United FC unter Vertrag genommen. Mit dem Klub aus Phrae wurde er Vizemeister der Upper Region der dritten Liga und stieg somit in die zweite Liga auf. Nach vier Spielzeiten wechselte er im Sommer 2023 zum Drittligisten Uttaradit FC. Mit dem Klub aus Uttaradit spielt er in der Northern Region der Liga.

## Erfolge
Lampang FC
- Regional League Division 2 – Northern Region: 2015  ▲

Phrae United FC
- Thai League 3 – Upper Region: 2019 (Vizemeister)  ▲